# 22554 Шошанателл
22554 Шошанателл (22554 Shoshanatell) — астероїд головного поясу, відкритий 31 березня 1998 року.
Тіссеранів параметр щодо Юпітера — 3,596.